# Друг моей подруги
«Друг моей подруги» (фр. L'Ami de mon amie) — лирическая комедия режиссёра Эрика Ромера, вышедшая в прокат 26 августа 1987.

## Сюжет
Шестой и последний фильм из серии «Комедии и пословицы», сюжет которого обыгрывает поговорку «друзья моих друзей — мои друзья» (les amis de mes amis sont mes amis).
Действие картины разворачивается на фоне внушительной архитектуры нового города Сержи-Понтуаз, на северо-западе региона Иль-де-Франс, на берегу Уазы, в 30 км от Парижа, и среди пейзажей живописной парковой зоны агломерационного сообщества Сержи-Понтуаз.
В фильме пять персонажей, и сюжет выстраивается вокруг любовного четырехугольника. 24-летняя Бланш, атташе по культуре префектуры Сержи-Понтуаз, знакомится со студенткой компьютерной школы Леа и её парнем, инженером Фабьеном, их знакомым инженером энергосистем красивым и вальяжным Александром и его девушкой Адриеной.
Бланш нравится Александр, несмотря на его репутацию малоразборчивого бабника, но в присутствии этого мужчины она теряется и не может поддерживать беседу. Он, в свою очередь, находит её совершенно неинтересной.
Леа находится на грани разрыва со своим парнем, и, уезжая в отпуск с другими людьми, полушутя-полусерьезно предлагает подруге попытать удачи с Фабьеном, поскольку тот уже почти свободен. В ответ Бланш утверждает, что связь с друзьями подруг, даже бывшими — это своего рода моральное табу.
Неудачи в попытках сблизиться с Александром, расставшимся с Адриеной, приводят Бланш в отчаяние. Некоторое утешение она находит в совместных прогулках, серфинге и разговорах с Фабьеном, в обществе которого чувствует себя на удивление приятно. Они проводят ночь вместе, но наутро Бланш заявляет, что это не должно повториться, так как Фабьен несвободен, а она не хочет предавать подругу.
Вернувшись в Сержи, Леа ненадолго восстанавливает отношения с Фабьеном, но вскоре они понимают, что стали чужими друг для друга, и расстаются без сожаления. Тем временем Бланш убеждается в том, что Александр ей совершенно не подходит, о чём Леа, Фабьен и Адриена твердили ей с самого начала фильма (а сам Александр ничего не говорил из вежливости). Она бросается в объятия ставшего свободным Фабьена, а Леа становится объектом интереса Александра, готового ради неё забыть обо всех остальных девицах. Не строя больших иллюзий на счет этого ловеласа, девушка предлагает воздыхателю потерпеть месяцев шесть, чтобы доказать истинность своих чувств. Тот соглашается, затем почти сразу предлагает уменьшить срок ожидания до шести дней, и тем же вечером добивается победы.
На следующих выходных две новообразованные пары, до поры держащие свои отношения в тайне, отправляются отдыхать в город, надеясь не столкнуться друг с другом, но приходят в одно и то же кафе, где в разговоре между Бланш и Леа происходит комичное недоразумение, заканчивающееся вполне благополучно.

## В ролях
- Эмманюэль Шоле — Бланш
- Софи Ренуар — Леа
- Эрик Вьейяр — Фабьен
- Франсуа-Эрик Жандрон — Александр
- Анн-Лор Мёри — Адриена

## О фильме
«Друг моей подруги» — наиболее комедийный среди фильмов цикла «Комедии и пословицы», и ставший его своеобразным «хэппи-эндом». Кажущаяся простота, а также изящество и легкость этой картины, как и в прочих работах Ромера, являются результатом тщательной подготовки и детально продуманного сюжета. Как вся серия, фильм представляет собой зарисовку нравов 1980-х годов, отражая интерес режиссёра к юности и современности.
Как и в картине «Ночи полнолуния», действие происходит в одном из новых французских городов, возводившихся правительством с начала 1970-х годов в Иль-де-Франсе по генеральному плану, использовавшему идеи Ле Корбюзье и других новаторов архитектуры и ландшафтного дизайна. Урбанистическая утопия агломерации Сержи-Понтуаз, снятая с различных ракурсов, занимает в фильме важное место, отчасти отражая собственные вкусы постановщика, не стеснявшегося выступать в качестве «певца стекла и бетона».
По мнению самих жителей Сержи, фильм Ромера сделал их агломерации неплохую рекламу.
Документальный к/м фильм «Метаморфозы пейзажа» (Les Métamorphose du paysage), снятый Ромером в 1964 году для школьного телевидения, и воспевающий поэзию индустриальных районов, приходящую на смену сельской идиллии, прилагался позднее в качестве бонуса к DVD-изданию.
После сценарных импровизаций «Зеленого луча» в «Друге моей подруги» Ромер вернулся к практике заранее написанных диалогов, хотя и тщательно подогнанных под особенности фразеологии и словарного запаса актеров.
По словам композитора Жана-Луи Валеро, при работе над этим фильмом Ромер дал ему самое странное задание за все время их сотрудничества. Режиссёр заказал больше музыки, чем обычно (возможно, целую четверть часа), но потребовал сделать её неслышной. При сведении звука она полностью слилась с шумом бассейна, озера и улицы. Лишь в трех-четырёх моментах музыка усиливается, поскольку по сюжету там предполагается наличие невидимого транзистора. Валеро не отправлял в SACEM сведений о своем участии в создании фильма, и удивился, когда ему начали переводить авторские отчисления за музыку, которой почти не слышно. В организации композитору объяснили, что, поскольку его имя указано в титрах, то не имеет значения, слышна его музыка или нет.
Фильм номинировался в 1988 году на премию «Сезар» в категориях «лучший сценарий» (Эрик Ромер) и «самая многообещающая актриса» (Софи Ренуар).

## Критика
Критик Клод-Мари Тремуа пишет о четырехугольной схеме, лежащей в основе сюжета:

Мы испытываем, следуя за изменениями этой геометрической фигуры, то же удовольствие, которое возникает от некоторых пасьянсов, когда, наконец, каждый элемент находит своё точное место. Страстно одержимый современной архитектурой, Эрик Ромер вводит нас в Сержи-Понтуаз. С помощью своей камеры он рассказывает о маленьком Версале. В отличие от «Ночей полнолуния», персонажи которых сродни архитектурным арабескам, более сложным и более софистичным, вызывающим в памяти Моцарта и XVIII век, «Друг моей подруги» ближе к основательности Великого века и его вкуса к симметрии. Вроде Ленотра и Люлли.
— 
Роджер Эберт также отметил некоторую утопичность урбанистической идиллии Сержи, сильно отличающегося от Парижа, при том, что небоскребы Дефанс и Эйфелева башня хорошо видны на горизонте из окон главной героини. Саму картину он оценил невысоко, в сравнении с прежними шедеврами мастера, сделав ряд небесспорных обобщений, намекающих на упадок творчества Ромера или французского общества в целом, при том, что анализировал лирическую комедию, а не социальную драму:

Ромер здесь точно знает, что ему нужно. У него нет большой цели, ему интересна малая: он хочет понаблюдать за повседневной жизнью нового класса французского общества, молодых специалистов, чьи ценности в основном материалистические, а идеи были сформированы популярной культурой, которые мало читают, нечасто думают о политике, или о чем-либо глубоком. К концу этого фильма вы узнаете его персонажей лучше, чем они сами когда-либо смогут узнать себя. В «Ночи у Мод», человек сидел у постели женщины всю ночь напролет, пока они говорили, говорили и говорили. Печально то, что персонажи «Друзей и подруг», как нам кажется, в такой ситуации мало о чем могли бы поговорить. А если парень на самом деле оказался в постели, то и того меньше.— 
Рецензия в еженедельнике Télérama содержит стандартное указание на то, что Эмманюэль Шоле играет типичную «ромеровскую» героиню, но приводит и более глубокое замечание:

A posteriori, и, хотя постановка расчетлива и коварна, это одна из возможностей, которые искусство Ромера могло бы породить: жестокость у него превосходит Мариво, псевдореализм, игра с одурачиванием со стороны мастера. Но какое мастерство!— 
Мишель Бошан в журнале 24 images, назвав этот фильм «возможно, наиболее полно отражающим идею ромеровского кинематографа», высказывал похожее соображение ещё в 1987 году: «Персонажи фильма платят цену скрытой жестокости кинематографиста, которая прорывается в этом блестяще сделанном фильме (это ведь Ромер), но раздражающем и горьком».
Сексуальное круговращение героев четырехугольника, в конечном счете, без особого стыда преодолевающих якобы «священные» для них моральные нормы, виртуозно подчеркивается самодостаточностью архитектуры богатого предместья.

## Комментарии
1. ↑  «Boyfriends and Girlfriends» — прокатное название в США. Эберт указывает, что оригинальное название в контексте фильма звучит весьма пикантно
2. ↑  Нарочитость и близкая к фарсу театральная комедийность сюжета специально подчеркиваются режиссёром разбросанными в фильме прозрачными намеками, например, в финальной сцене, при помощи маловероятного в реальности случайного совпадения цветов одежды у героев
3. ↑  По мнению критика, всем «ромеровским» героям свойственна одержимость чем-либо: коленом Клер, зеленым лучом или замужеством во что бы то ни стало